# تپه آستانه کندی شیرچاک سفلی
تپه آستانه کندی شیرچاک سفلی مربوط به پیش از اسلام است و در شهرستان املش، بخش رانکوه، روستای شیرچاک سفلی واقع شده و این اثر در تاریخ ۲ آبان ۱۳۸۲ با شمارهٔ ثبت ۱۰۶۸۵ به‌عنوان یکی از آثار ملی ایران به ثبت رسیده است.